# コンテライド
株式会社コンテライド（英: Conteride CO.,LTD.）は、かつて存在したゲームソフトや映像・音楽ソフト、キャラクター商品などの企画・製造・販売を行っていた日本の企業。

## 沿革
- 1997年11月 - 「有限会社デジターボ」として設立
- 1998年10月 - 教育ソフト『できる学習クラブ ケンチャコ大冒険』を企画・開発（発売はインターチャネル）
- 2000年10月 - タカラの『e-kara』のデザインを担当
- 2002年07月 - NTT-Xの児童向けサイト『キッズgoo』企画制作およびデザインを担当
- 2003年04月 - アンチウイルスソフトウェア『ウイルスドクター』発売開始（2009年6月をもって発売終了）
- 2004年02月 - 専属歌手いとうかなこによるファーストアルバムを発売
- 2016年04月 - 「株式会社コンテライド」に社名変更
- 2024年
  - 7月 - コンテライド及びプロケットがニトロプラスと合併し解散することを官報に公告[2]
  - 9月1日 - ニトロプラスに吸収合併され解散[3]

## 主な製品

### ゲームソフト
- 咎狗の血 True Blood
- マナケミア2 〜おちた学園と錬金術士たち〜（オープニングムービーおよびドット画製作）
- 機神咆吼デモンベイン
- Phantom -PHANTOM OF INFERNO-

### Webノベル
- スクールライブ

### 音楽コンテンツ
GEORIDEレーベル
- ニトロプラスのサウンドトラックの発売元
- いとうかなこの楽曲を製作

### 玩具・キャラクター商品
- タカラ『だめんず・うぉ〜か〜』（ゲーム筐体・液晶グラフィックなどを製作）
- タカラ『リカちゃんテレビでんわ』
- セガ『たたかえ！恐竜キング』（ゲームデザインなどを担当）
- キッズgoo関連キャラクター
- ねんどろいど春ちゃん
- 2010年夏のコミックマーケット78では、『春ちゃんの気象豆知識』および『ちみキャラ龍馬譚』で、2011年冬のコミックマーケット79ではこれらに加えて『もしドラ』で、企業ブース出展した。

## 関連企業
- 株式会社ニトロプラス
- 株式会社プロケット